# Gerty (Oklahoma)
Gerty es un pueblo ubicado en el condado de Hughes en el estado estadounidense de Oklahoma. En el año 2010 tenía una población de 118 habitantes y una densidad poblacional de 196,67 personas por km².

## Geografía
Gerty se encuentra ubicado en las coordenadas 34°50′10″N 96°17′24″O / 34.83611, -96.29000 (34.836064, -96.289900).

## Demografía
Según la Oficina del Censo en 2000 los ingresos medios por hogar en la localidad eran de $20,250 y los ingresos medios por familia eran $18,750. Los hombres tenían unos ingresos medios de $23,750 frente a los $13,750 para las mujeres. La renta per cápita para la localidad era de $8,496. Alrededor del 25.3% de la población estaban por debajo del umbral de pobreza.